# Фонетика и фонология лемковского литературного языка
Фонологический строй лемковского литературного языка:

## Гласные
Система вокализма лемковской литературной нормы включает 6 гласных фонем (гласны). Гласные различаются по степени подъёма языка и по ряду, сопряжённому с наличием или отсутствием лабиализации (огубления):
| подъём         | ряд               | ряд               | ряд         |
| подъём         | передний          | средний           | задний      |
| подъём         | нелабиализованные | нелабиализованные | лабиализов. |
| -------------- | ----------------- | ----------------- | ----------- |
| верхний        | i                 |                   | у           |
| средне-верхний | (и)               | ы                 |             |
| средний        | е                 |                   | o           |
| нижний         |                   | a                 |             |

Гласные i и и могут быть рассмотрены как два варианта (аллофона) одной фонемы /i/, поскольку они не встречаются в словах в одной и той же позиции. Звук [i] при этом произносится после мягких согласных: зісти [з’iсти] «съесть», кін [к’iн] «конь», вітер [в’iтер] «ветер», но возможен в ряде случаев и после твёрдых согласных: зъідати [зiдати]/[зjiдати] «съедать». Звук [и] произносится только после твёрдых согласных: вити «вить». В таких позициях, как начало слова или после гласной выступает только [i]: імати «ловить», чыi «чьи», клиіти «клеить», но как местная диалектная особенность в начале некоторых слов факультативно может произноситься [и]: іти/ити «идти», i/и «и» (союз). В позиции после гласных или в начале слова перед i может произноситься звук [j]: моi [моji] «мои», доiти [доjiти] «доить», iхати [jiхати] «ехать».
Гласные i/и и ы рассматриваются как две разных фонемы, так как могут встречаться в словах в одинаковых позициях. Например, после твёрдых согласных: бити «бить» — быти «быть»; писк «писк» — пыск «морда, пасть». Наиболее часто гласная ы встречается после согласных к, г, ґ, х, ш, ж, ч: кывнути «качнуть, кивнуть», гырмити «греметь», хыжа «хата, изба», жытя «жизнь», чысто «чисто».
У гласной фонемы /o/ имеется вариант [ô], который произносится несколько выше по подъёму и более лабиализованно, чем основной аллофон [о]: конi [кôн’i] «кони». В соседстве с мягкими согласными отмечается произношение особых аллофонов у фонем /a/ и /е/.

## Согласные
Система консонантизма лемковского литературного языка включает две группы согласных (согласны) — сонорные и шумные. Согласные обеих групп классифицируются по месту и способу образования (в парах согласных слева приведены глухие согласные, справа — звонкие, после обозначения согласных в МФА в круглых скобках приведены обозначения согласных кириллицей, в квадратные скобки заключены некоторые из позиционных вариантов фонем):
| взрывные                  | тв. | p (п) b (б)     |                     | t̪ (т) d̪ (д)     |         |                |                  | k (к) g (ґ)             |             |
| взрывные                  | м.  | pʲ (п’) bʲ (б’) |                     | t̪ʲ (т’) d̪ʲ (д’) |         |                |                  | [kʲ] ([к’]) [gʲ] ([ґ’]) |             |
| аффрикаты                 | тв. |                 |                     | t̪͡s̪ (ц) d̪͡z̪ (д͡з)  |         | ʈ͡ʂ (ч) ɖ͡ʐ (д͡ж) |                  |                         |             |
| аффрикаты                 | м.  |                 |                     |                 |         |                | t͡ɕ (ц’) d͡ʑ (д͡з’) |                         |             |
| фрикативные               | тв. |                 | f (ф) v (в)         | s̪ (с) z̪ (з)     |         | ʂ (ш) ʐ (ж)    |                  | x (х)                   | ɦ (г)       |
| фрикативные               | м.  |                 | [fʲ] ([ф’]) vʲ (в’) |                 |         |                | ɕ (с’) ʑ (з’)    | [xʲ] ([х’])             | [ɦʲ] ([г’]) |
| носовые                   | тв. | m (м)           |                     | n̪ (н)           |         |                |                  | [ŋ] ([ӈ])               |             |
| носовые                   | м.  | mʲ (м’)         |                     |                 |         |                | ɲ (н’)           |                         |             |
| дрожащие                  | тв. |                 |                     | r (р)           | r (р)   | r (р)          |                  |                         |             |
| дрожащие                  | м.  |                 |                     | rʲ (р’)         | rʲ (р’) | rʲ (р’)        |                  |                         |             |
| скользящие согласные      | тв. | [w] ([ў])       |                     |                 |         |                |                  |                         |             |
| скользящие согласные      | м.  | [wʲ] ([ў’])     |                     |                 |         |                | j                |                         |             |
| латеральные аппроксиманты | тв. |                 |                     | l̪ (л)           |         |                |                  |                         |             |
| латеральные аппроксиманты | м.  |                 |                     | lʲ (л’)         | lʲ (л’) | lʲ (л’)        |                  |                         |             |

Значительная часть согласных противопоставляется по признаку мягкости (палатализованности) и твёрдости (непалатализованности): /п/ — /п’/, /б/ — /б’/ и т. п. Ряд палатализованных согласных, таких, как [к’], [ґ’], [х’] и [г’], выступающих только перед гласными переднего ряда i и е, а также [ў’] и [ф’], выступающих только перед гласной i, не относят к отдельным фонемам, поскольку указанные мягкие согласные не имеют в тех же позициях соответствующих твёрдых коррелятов и не встречаются в иных позициях, кроме позиций перед i и е.
Губно-губной согласный [ў] является основным аллофоном фонемы /в/, он отмечается в позиции перед любой гласной, кроме i, в позиции после гласной и перед согласной, а также в позиции конца слова: вода [ўода] «вода», дверi [дўер’i] «двери», травник [траўник] «газон», рiв [р’iў] «ров». Аллофон [в] отмечается только в начале слова перед звонким согласным: вдiти [вд’iти] «надеть» (перед глухими согласными выступает аллофон [ф]: вхiд [фх’iт] «вход»). Как [ў] реализуется и фонема /л/ в позиции перед гласными (исключая гласные переднего ряда и и е, но не в конечном сочетании ле у имён прилагательных и причастий в форме единственного числа среднего рода): пила [пиўа] «пила», но пилити [пилити] «пилить, погонять», блыха [бўыха] «блоха», бiле [б’iўе] «белое», загасле [загасўе] «угасшее»; в позиции после гласной и перед согласной: пилка [пиўка] «мяч»; в позиции на конце слова: подiл [под’iў] «деление». В диалектном тексте встречается лискі [ўыскі] для англ. whisky. Для обозначения подобной реализации фонемы /л/ возможно факультативное использование буквы л̆. Произношение [л] на месте /л/ отмечается только перед гласными и и е: были [были] «были», млин [млин] «мельница», лем [лем] «только». В восточнословацком русинском твёрдая ł перешла в альвеолярнвый латеральный аппроксимант l.
Фонема /р’/ перед гласной а может факультативно реализовываться как сочетание [рj]: ряса [р’аса]/[рjаса] «обмолоченные зёрна овса».
Шипящий согласный [ж’] может изредка выступать как местный вариант звонкой постальвеолярной согласной /ж/: жырафа [ж’iрафа] наряду с более распространённым [жырафа] «жираф». Также местной фонетической особенностью в произношении шипящих может быть произношение [ш’] на месте /ш/: шист [ш’iст] наряду с более распространённым [шист] «шесть», произношение [д͡ж’] на месте /д͡ж/: меджа [мед͡ж’а] наряду с более распространённым [мед͡жа] «межа» и произношение [ч’] на месте /ч/: час [ч’ас] наряду с более распространённым [час] «время» (произношение [ч’] известно в восточных и части центральных лемковских говоров).
Носовой согласный [ӈ] является позиционным (а также факультативным) вариантом фонемы /н/ перед к: санкы [саӈкы] «санки», дикунка [дикуӈка] «дикарка».
В позиции перед губно-губной согласной п заднеязычный [х] может выступать как факультативный вариант фонемы /в/: впасти [фпасти]/[хпасти] «упасть», впити (ся) [фпити]/[хпити] «напоить (напиться)». В позиции перед [ў], [м], [б], [д], [д’] как факультативный вариант фонемы /в/ может отмечаться заднеязычный [г]: власний [вўасниj]/[гўасниj] «собственный», вмыти [вмыти]/[гмыти] «умыть, вымыть», вдарити [вдарити]/[гдарити] «ударить».
Сочетания дт’, зж, зш, зж произносятся как долгие [т’:], [ж’:] и [ш’:]: одтяти [от’:ати] «отрезать, отсечь», розжаліня [рож: ал’iн’а] «обида, горечь», розшмарити [рош: марити] «раскидать», найнижше [наjниш: е] «нижайшее, самое низкое», а зч произносится как [ш]: розчервеніти ся [рошчерўен’iти] «раскраснеться».
Звонкие парные согласные оглушаются в положении перед глухими: ввезти [ў:ести] «ввезти», пiдкова [п’iткоўа] «подкова», з хмаром [с‿хмаром] «с тучей»; в позиции на конце слова перед паузой: хлiб [xл’iп] «хлеб», зараз [зарас] «сейчас», юж/уж [jуш]/[уш] «уже», сад [сат] «сад», кляґ [кл’ак] «сычуг» и на стыке слов, если последующее слово начинается с глухого согласного. Глухие озвончаются в положении перед звонкими: здерти [здерти] «содрать» и если последующее слово начинается со звонкого согласного: слух добрий [сўуг‿добриj] «хороший слух», хоц-де [ход͡зде] «где-нибудь, куда-нибудь», снiп жыта [сн’iб‿жыта] «сноп ржи».
В позиции перед согласными [ж], [ш], [д͡ж], [ч], [з’], [с’], [д͡з’], [ц’] зубная артикуляция [з], [с], [д͡з], [ц], [д], [т] меняется на альвеолярную: хоц-што [хот̣што] «что-нибудь, что-либо», оджыти [од̣жыти] «ожить».

## Просодия
Словесное ударение (акцент, притиск) в лемковском языке является фиксированным — всегда ставится на предпоследний слог: ˈвода «вода», ˈєден «один», ˈкоза «коза», ˈмороз «мороз», ˈрука «рука», оˈгурок «огурец», кыˈшенка «кармашек», ноˈнашка «крёстный», черˈвений «красный», волоˈчыти «волочить», тогоˈрічний «нынешнего года». По этому признаку лемковский литературный язык, с одной стороны, объединяется с польским языком и восточнословацким диалектом (исключая его сотацкие говоры), а, с другой стороны, противопоставляется всем остальным восточнославянским идиомам, ударение у которых разноместное и подвижное. В числе прочего по типу ударения лемковский противопоставлен также пряшевско-русинскому литературному языку, базирующемся на говорах, переходных от словацких лемковских к среднекарпатским, хотя в значительной части говоров словацких русин отмечается парокситоническое ударение. Ударение на предпоследний слог характерно также для южнорусинского языка.
Логическое ударение в лемковском языке падает на то слово или ту группу слов, которые являются важными для выражения сути предложения.

## Морфонология
В лемковском языке представлены такие морфонологические чередования фонем, как:
- вокалические: /е/ ~ /i/ (летiти «лететь» — лiтати «летать»)[~ 1], /е/ ~ /о/ (нести «нести» — носити «носить»), /i/ ~ /а/ (сiдати «сидеть» — садити «сажать»), /о/ ~ /i/ ((на) дворi «(на) дворе» — двiр «двор»)[~ 2], /о/ ~ /ø/, /е/ ~ /ø/ или беглость гласных (сон «сон» — сны «сны», ден «день» — дня «дня»)[~ 3];
- консонантные: /к/ ~ /ч/, /х/ ~ /ш/, /г/ ~ /ж/: наука «наука» — навчыти «научить», пастух «пастух» — пастуший «пастуший», книга «книга» — книжок «книжек», /к/ ~ /ц’/, /х/ ~ /с’/, /г/ ~ /з’/: музыка «музыка» — (о) музыцi «(о) музыке», муха «муха» — (о) мусi «(о) мухе», нога «нога» — (на) нозi «(на) ноге», /д/ ~ /д͡ж/, /д/ ~ /ж/, /т/ ~ /ч/, /з/ ~ /ж/, /с/ ~ /ш/, /ц/ ~ /ч/: судити «судить» — суджыня «суд, суждение», мазати «мазать» — мажу «мажу», носити — ношу «ношу» и другие чередования.